# 트럼프 댄스

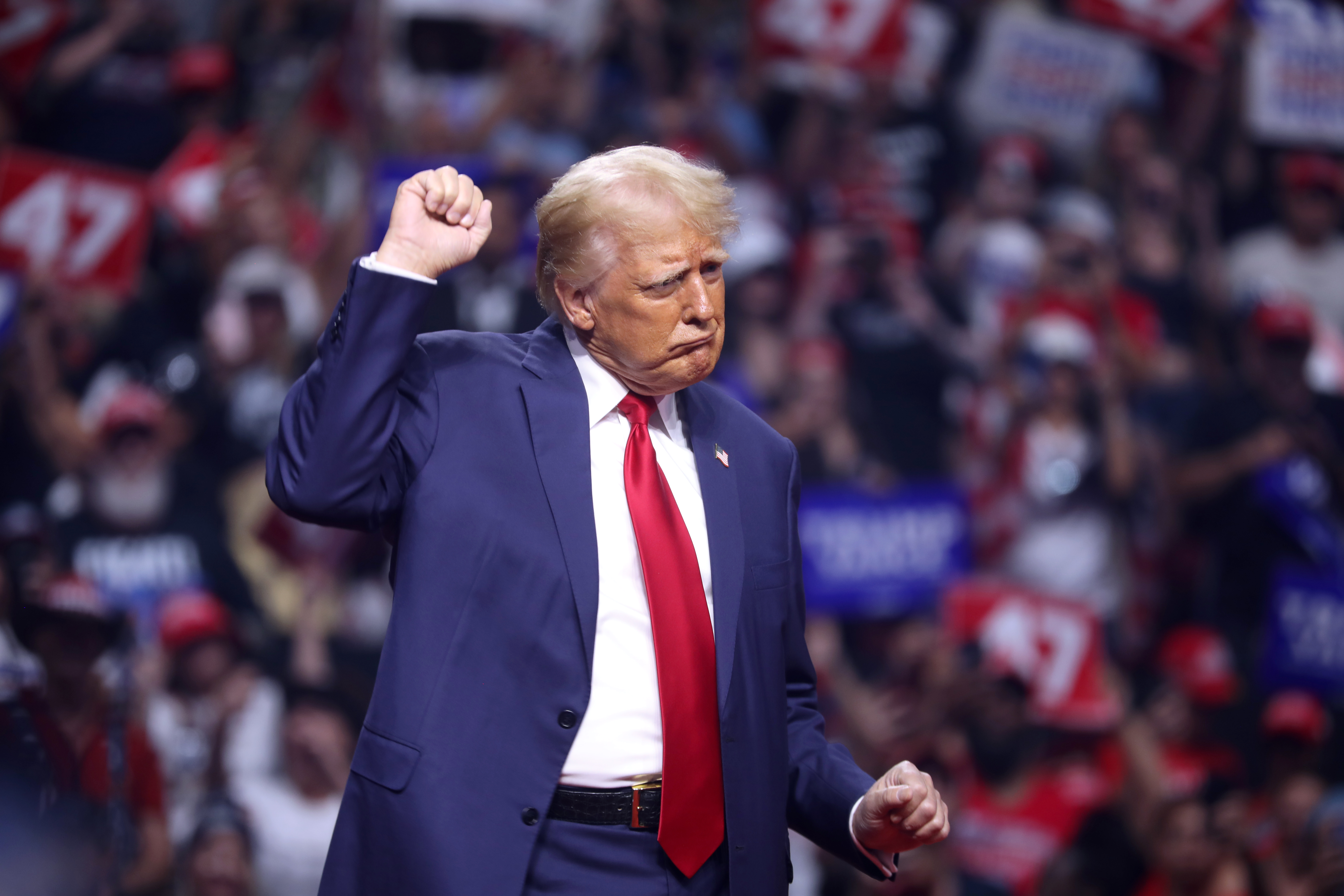
도널드 트럼프가 2024년 애리조나에서 트럼프 댄스를 선보이고 있다.

트럼프 댄스(Trump Dance)는 도널드 트럼프 미국 대통령 당선인이 선거운동가인 'Y.M.C.A. (노래)'에 맞춰 춤을 추는 특유의 집회 제스처에서 영감을 받은 축하 동작이다. 다양한 스포츠 분야의 프로 및 대학 운동선수들 사이에서 인기를 얻었다. 이 춤은 일반적으로 트럼프가 정치적 행사에서 종종 수행했던 동작을 반영하여 천천히 공기를 주먹으로 치거나 엉덩이를 흔드는 것을 포함한다.

## 배경
이 춤은 트럼프의 2020년 캠페인 집회에서 시작되었으며, 그곳에서 그의 움직임은 그의 공개 인물의 주목할만한 측면이 되었다. 시간이 지남에 따라 이러한 제스처는 소셜 미디어를 통해 대중화되었고 결국 정치권 외부의 개인이 채택했다.
이 춤은 엉덩이를 좌우로 흔드는 동시에 엉덩이 높이에서 주먹 펌프질을 번갈아 가며 차분하게 수행하는 방식으로 수행된다. 2024년 10월 트럼프는 춤의 일부로 무언극 골프 스윙을 선보이기 시작했다. 타임스 오브 인디아에 따르면 이는 소셜 미디어에서 "반응의 물결"을 촉발했다.
트럼프 댄스는 트럼프가 "게이 국가"라고 묘사한 빌리지 피플(Village People)의 "Y.M.C.A."의 반주에 맞춰 자주 공연된다.